# Bananellodes rubrinervis
Bananellodes rubrinervis är en insektsart som först beskrevs av Schmidt 1924.  Bananellodes rubrinervis ingår i släktet Bananellodes och familjen Dictyopharidae. Inga underarter finns listade i Catalogue of Life.